# 結城顕頼
結城 顕頼（ゆうき あきより）は、戦国時代の武将。白河結城氏8代当主。

## 略歴
白河結城氏7代当主・結城政朝の嫡男として誕生。明応4年（1495年）、左兵衛佐に任ぜられた。
父・政朝が蘆名氏から後室を娶り生まれた子（五郎）を寵愛して、老齢になっても顕頼に家督を譲ろうとしなかったため、既に壮年に達していた顕頼は身の上に不安を感じ、永正7年（1510年）、一族の小峰直常や岩城氏の援助を受けて父と五郎を追放し家督を継いだが、この内紛で白河結城氏の力は衰退し、所領を多く失った。
永正6年（1509年）からの古河公方の内乱・永正の乱が勃発すると足利政氏方に味方している。後に那須氏の養子となり当主となった弟・資永が内紛の末自刃すると、永正17年（1520年）、報復のため岩城氏を誘って下野国に侵略して那須資房・政資父子と争ったが、縄釣原の合戦で打ち破られ撤退した。翌大永元年（1521年）には岩城氏が中心となって、宇都宮氏と小田氏が岩城氏の要請で援軍として出陣し、那須氏の山田城を攻め落とし、資房の籠城する上川井城を攻撃したが、両軍ともに損害が大きく、佐竹氏の仲介で岩城常隆の娘が那須政資に嫁ぐことで和睦となった。
享禄4年（1531年）、白河結城氏の祖・結城宗広が開基した長雲山智徳院を再興した。
なお、近年になって垣内和孝が結城義綱を顕頼の実子ではなく小峰氏出身者として、通説では天正の変の時発生したとされる小峰氏による白河結城氏の簒奪を永正年間の出来事として、政朝の後を継いだのは顕頼ではなく小峰氏から入った七郎（義綱）であったとする説を唱えている。それによると、政朝・顕頼父子は小峰朝脩によって追放され、顕頼は25年間会津で浪人していたが、天文4年（1535年）に蘆名氏・白河結城氏の両者の計らいで白河に帰国したという。その場合、顕頼の事跡とされていた那須氏との抗争などは、顕頼ではなく義綱の事跡ということになる。